# Isabelle Raubitschek
Isabelle Kelly Raubitschek (* als Isabelle Kelly am 2. September 1914 in Boston; † 14. Oktober 1988 in Santa Clara (Kalifornien)) war eine US-amerikanische Klassische Archäologin.

## Leben
Nach ihrer schulischen Ausbildung an der Girl's Latin School in Boston ging Isabelle Raubitschek mit Hilfe eines Pulitzer-Stipendiums an das Barnard College in New York, wo sie 1935 bei Margarete Bieber, mit der sie danach eine lebenslange Freundschaft verband, ihren Bachelor-Grad erlangte. Es folgte ein Graduiertenstudium bei William Bell Dinsmoor am Department of Art and Archaeology an der Columbia University. 1936 ging sie zum Studium an die Sorbonne in Paris, wo sie bei Charles Picard Klassische Archäologie, aber auch mittelalterliche Architektur bei Marcel Aubert hörte. 1937/38 war sie Stipendiatin an der American School of Classical Studies at Athens.
In Athen traf sie den österreichischen Althistoriker und Epigraphiker Anton Raubitschek, den sie 1941 in Princeton heiratete und mit dem sie häufig wissenschaftlich zusammenarbeitete.  Während Antony Raubitschek an der Yale University in New Haven beschäftigt war, bekam das Paar drei Kinder, ein viertes wurde geboren, als er in Princeton tätig war. 1950 erlangte Raubitschek ihren Doktortitel mit der Arbeit Ionic Treatment of Some Early Doric Capitals an der Columbia University. Isabelle Raubitschek wurde 1952 Leiterin der Latein-Abteilung von Miss Fine’s School in Princeton. 1963 wechselte sie als Leiterin der Archäologischen Departments an die San Francisco State University, 1966 wurde sie Lecturer am Art Department der Stanford University. 1974 erfolgte dort die Berufung zum Associate Professor. Zudem wurde sie Kuratorin am Stanford University Museum, wo sie unter anderem die Hearst-Hillsborough-Vasen publizierte.
Zwischen 1971 und 1975 bereiste Raubitschek mehrfach Griechenland und fand in der von Oscar Broneer, dem sie wie auch seiner Frau seit ihrem Aufenthalt in den 1930er Jahren in Griechenland freundschaftlich verbunden war, und danach von Elizabeth R. Gebhard geleiteten Isthmia-Grabung bei Korinth ein weiteres Betätigungsfeld. Ihr wurde die Bearbeitung der Metallobjekte, abgesehen von den Münzen und Waffen, des Poseidon-Heiligtums übertragen. 1984 hielt sie sich nochmals länger für Studien in Korinth auf. Sie konnte 1988 noch die Arbeit zu den Metallobjekten, die Plastiken, Vasen, Werkzeuge, Schmuck und Pferdegeschirr umfasste, fertigstellen und verstarb wenig später. Publiziert wurde die Arbeit erst postum 1998. 
Antony Raubitschek stiftete an der Stanford University testamentarisch die Antony and Isabelle Raubitschek Professor in Classics.

## Schriften (Auswahl)
- Ionicizing-Doric Architecture. A Stylistic Study of Greek Doric Architecture of the Sixth and Fifth Centuries B.C. Dissertation Columbia University, New York 1950.
- The Hearst Hillsborough Vases. Zabern, Mainz 1969.
- Isthmia. Band 7: The Metal Objects (1952–1989). American School of Classical Studies at Athens, Princeton (NJ) 1998.